# 宋諾
宋諾（1530年—1585年），字子重，號金泉、金齋，直隸河間府故城縣籍，山西屯留县人，明朝政治人物、進士出身。

## 生平
生有異質，九歲能属文，十六為邑庠生。嘉靖三十四年（1555年）乙卯科順天府鄉試第一百八名舉人。嘉靖四十四年（1565年）中式乙丑科會試第九十二名，二甲第四名進士。户部观政，本年六月初授户部主事，隆慶元年（1567年）九月升员外，二年二月升郎中，九月以事謫忠州知州，三年四月升為南京户部员外郎，未至，五月復擢为郎中，养病。五年四月復除南刑部郎中，本月调户部，六年八月出为東昌府知府，视事五月，以内艱去職。萬曆四年（1576年）二月服闋，除知郧阳府，五年正月徙知河南府。视事四月，丁父憂歸。十一年十月起知兖州府知府，萬曆十三年（1585年）冬卒，年五十六。

## 著作
所著有《易经肤見》、《金斋文集》、《監兑事宜》等書。

## 家族
曾祖宋雲；祖父宋鸞；父宋良籌，庠生累封郎中；母王氏，累封宜人。弟宋語（庠生）、宋詔、宋詺。